# Helmut Kandziora
Helmut Kandziora (* 3. Juli 1925 in Bräunsdorf; † 25. August 2016) war ein deutscher Fußballspieler.

## Leben
In den 1930er-Jahren begann der aus dem sächsischen Bräunsdorf, jetzt ein Ortsteil von Limbach-Oberfrohna, stammende Helmut Kandziora in der Nachwuchsmannschaft des VfB Oberfrohna (jetzt TV Oberfrohna 1862), mit dem Fußballspiel. Nach dem Zweiten Weltkrieg schloss er sich dem höherklassigen Verein SG Limbach/Sa. (jetzt FSV Limbach-Oberfrohna) an, die in der Chemnitzer Bezirksliga spielten. Schnell wurde man auf den technisch begabten Mittelfeldspieler aufmerksam. Mehrfach wurde er in die damalige Chemnitzer Auswahlmannschaft berufen.
Sein bedeutendes Spiel bestritt Helmut Kandziora für den sächsischen Verein im Pokal der 1. Landesrunde gegen die Zonenligamannschaft ZSG Industrie Leipzig am 2. August 1949 vor 4.000 Zuschauern auf dem Sportplatz „Am Schweizerhaus“. Das Spiel gewann Leipzig mit 0:4. Mit Beginn der Saison 1949/50 wechselte Helmut Kandziora gemeinsam mit dem ebenfalls für Limbach spielenden Hans Wolfrum zur DDR-Oberligamannschaft BSG „Märkische Volksstimme“ Babelsberg (später Umbenennung in Rotation Babelsberg). Die Babelsberger verstärkten sich in dieser Zeit enorm. So unter anderem mit Johannes Schöne und Karl-Heinz Wohlfahrt, die beide in die DDR-Nationalmannschaft berufen wurden. Für Rotation absolvierte Kandziora 48 Spiele. Nach der Saison 1952/53 musste er seine leistungssportliche Laufbahn als DDR-Oberliga-Fußballspieler verletzungsbedingt beenden.
2004 wurde er Ehrenmitglied des SV Babelsberg 03.
Helmut Kandziora lebte in Babelsberg, einem Ortsteil von Potsdam.